# Indigoboleet
De indigoboleet (Gyroporus cyanescens) is een schimmel behorend tot de familie Gyroporaceae. Hij is een ectomycorrhizapartner van oude loof- en naaldbomen, vooral eiken, beuk en grove den op droge, voedselarme, humusarme zandgrond zonder strooisellaag, vaak in zandverstuivingen. De vruchtlichamen kunnen zeer ver, tot 20 m, van de boom groeien in het open zand. Vruchtlichamen komen voor in september en oktober. De boleet is gemakkelijk te herkennen door de bleke kleur, diepblauw verkleurende poriën en vlees, gekamerde steel en de habitat.

## Kenmerken

### Uiterlijke kenmerken
Hoed
De hoed heeft een diameter van 5 tot 10 cm. De kleur is bleek geel, okergrijs tot licht grijsbruin. 
Steel
De steel is grof vezelig-viltig met een droog oppervlak. De steel is aanvankelijk gevuld, dan gekamerd met onregelmatige holten. 
Poriën
De poriën zijn fijn, rond en geel van kleur. Zowel de poriën als het vlees verkleuren bij doorsnijden intens hemelsblauw tot indigo. 
Vlees
Het vruchtvlees is bleek, kruimelig en broos en kleurt onmiddellijk korenblauw bij de minste verwonding.
Geur en smaak
De geur en smaak is zwak en onopvallend. 
Sporenprint
De sporenprint is citroengeel.

### Microscopische kenmerken
De sporen zijn glad, onregelmatig elliptisch en meten 9–10,5 × 5–6 µm. De hyfen hebben gespen.

## Verspreiding
De indigoboleet komt zeldzaam voor in heel Europa. In Nederland komt hij matig algemeen. Hij komt voor op de hoge zandgronden en hier en daar in de duinen. De soort toont over de periode na 1970 een lichte teruggang, weliswaar met grote schommelingen. Na 2000 is een licht herstel opgetreden. Hij staat op de rode lijst in de categorie 'bedreigd'.

## Foto's

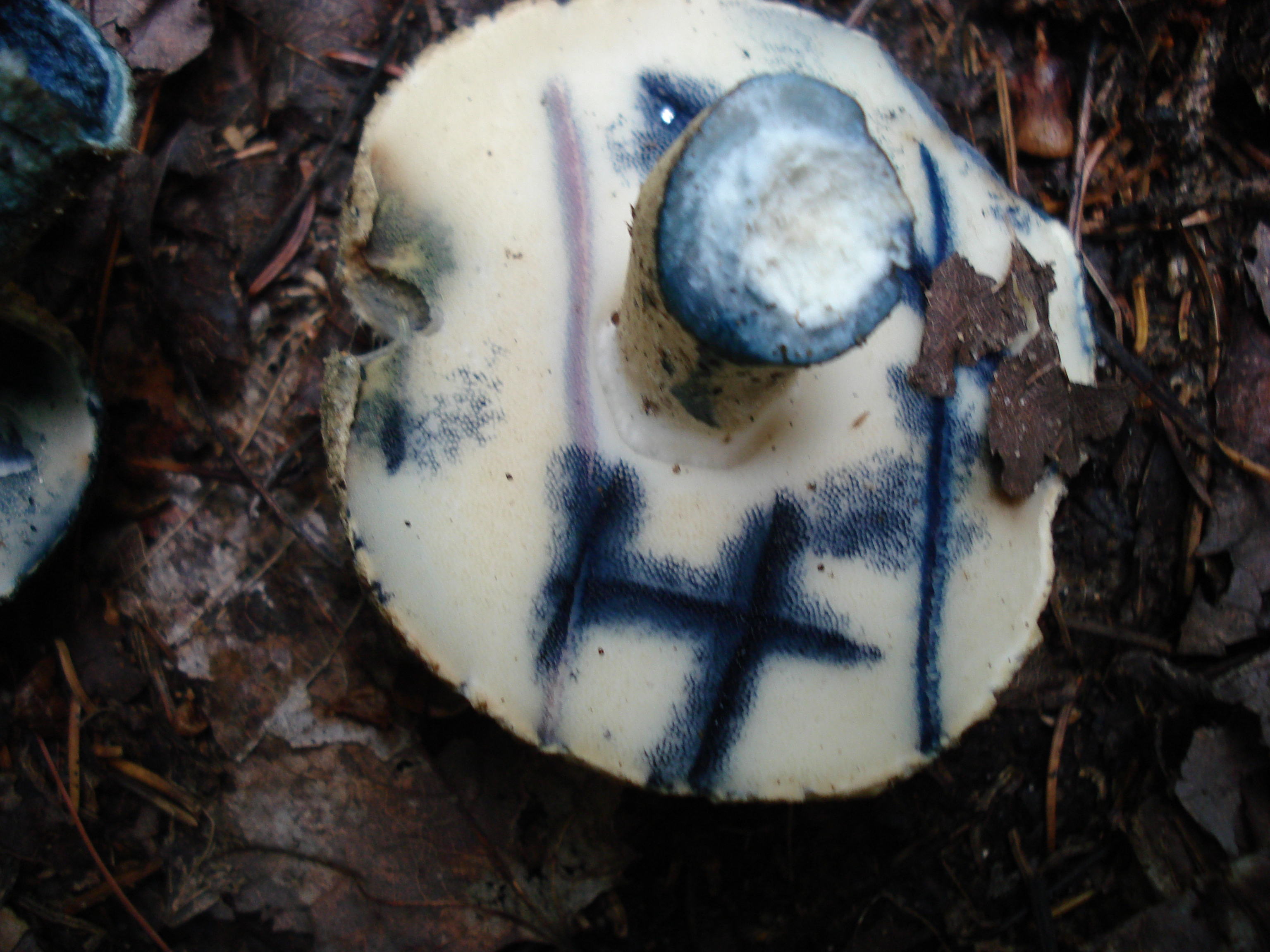
Poriën
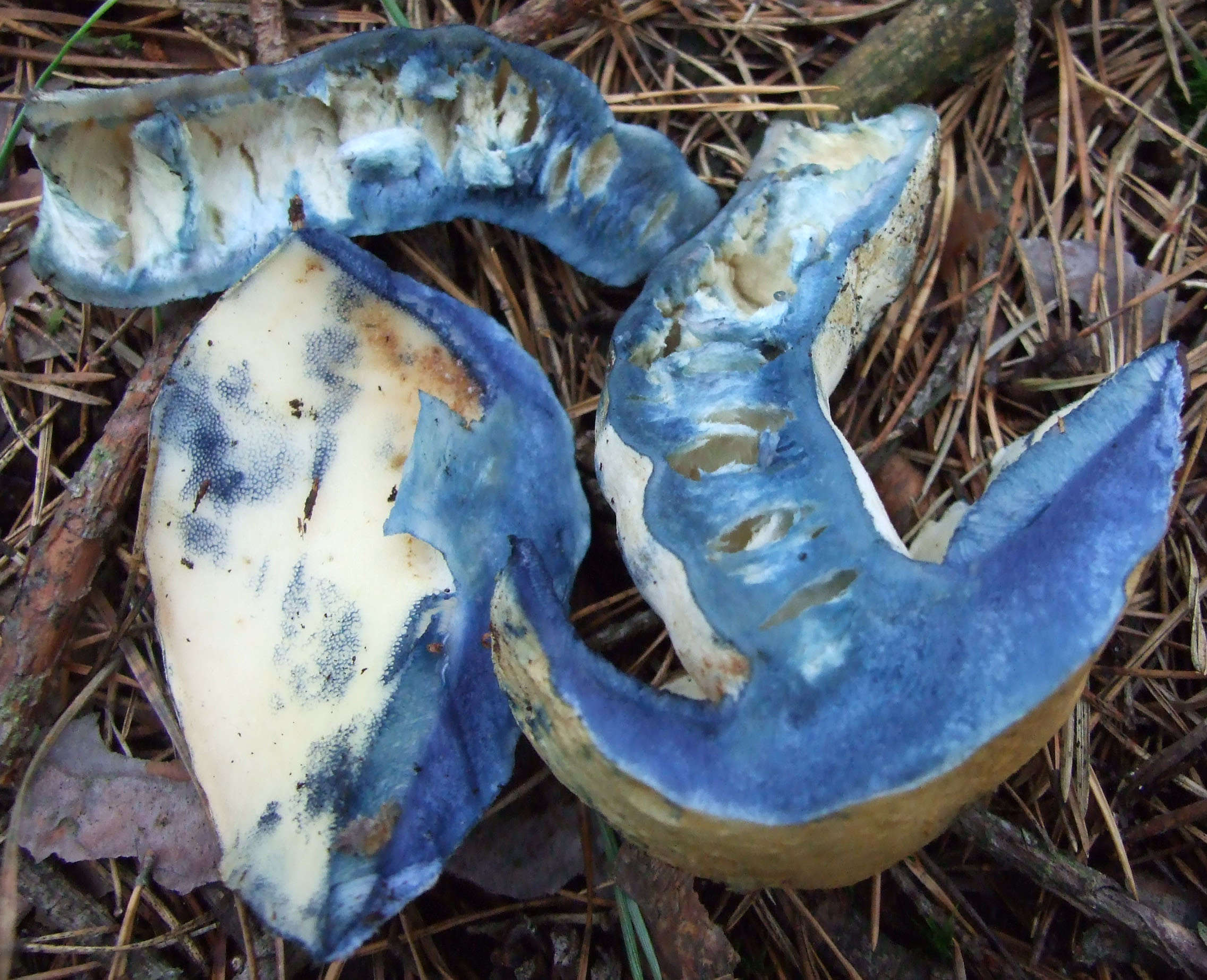
Knalblauwe verkleuring na doorsnijden